# Toqto'a Khan
Toqto'a Khan fou kan dels markit vers 1190-1204
És esmentat vers 1175/1180 com a cap d'una banda de markits (Toqto'a-bäki o Toktagha) que va atacar a Temujin (el futur Genguis Kan) que va poder escapar, però la seva dona Borte va ser feta presonera; Temujin, amb l'ajut d'un cap mongol, Djamuqa, de la tribu dels djadjirat, i de Togrul Khan (després Wang Khan) dels kerait, va derrotar els markit a la vora del Bu'ura, afluent del Selenga i va recuperar a la seva muller; aquesta havia estat violada per un dels segrestadors, Tchilgerboko, i al cap de 9 mesos va donar a llum al seu fill Jotxi que podia ser de Gengis Khan o de Tchilgerboko.
Vers el 1197 ja governava als markit i fou atacat pel kan dels kerait Wang Khan que va iniciar l'expedició sense consultar a Genguis Kan, ara kan dels mongols. Toqto'a va haver de fugir per la desembocadura del Selenga cap a la costa sud-est del Baikal; Wang Khan va matar un fill de Toqto'a i en va fer presoner un altre, així com un gran nombre de presoners i molt de bestiar i botí.
Toqto'a va retornar de Transbaikàlia, i es va aliar a l'usurpador del tron naiman Buyurug (que governava sobre parts dels naiman, mentre la resta estavan sota govern del seu germà gran Tayang), i junts van obtenir l'aliança dels dorben, restes dels tàtars, qataqin, i saldji'ut. Aquesta nova coalició va fer la guerra a Wang Khan i a Genguis Kan, però sense gaire èxit.
Va formar part de la gran coalició encapçalada pel kan Tayang dels naiman (1204). Derrotada la coalició per Genguis Kan, Toqto'a va fugir junt amb Kuchtlug, fill de Tayang. El Yuanshi assegura que Kutchlug, el príncep naiman Buyurug (germà de Tayang) van dirigir la resistència, i que Toqto'a-baki dels markit i Djamuqa dels djadjirat hi participaven en la zona de l'alt Irtix a la vora del llac Zaissan i les muntanyes Ulug tagh (és a dir a la zona muntanyosa entre l'Altai siberià, el Tarbagatai i les muntanyes Tchingiz), però que tots quatre van morir un darrere l'altra: Buyurug fou sorprès mentre casava a les muntanyes Ulug Tagh; el 1208 Genguis Kan va anar en persona a la zona de l'Irtix i pel camí se li va sotmetre el cap oirat Qutuqa-baki, que es va unir a Genguis Kan i li va fer de guia, i Kutchlug i Toqto'a foren atacats a la vora de l'Irtix i derrotats; el segon va morir en la lluita i el primer va aconseguir fugir a territori kara khitai; Djamuqa, que portava una vida de cap de proscrits esdevinguts bandits, fou entregat pels seus propis homes. Com que Genguis Kan i Djamuqa eren germans jurats (anda) aquest darrer fou executat a la manera dels prínceps, és a dir sense vessar la seva sang, ja que segons la religió dels xamans, l'ànima d'un home estava a la sang i si es vessava l'ànima s'escapava.